# Pogačar
Pogačar je 193. najbolj pogost priimek v Sloveniji, ki ga je po podatkih Statističnega urada Republike Slovenije na dan 31. decembra 2007 uporabljalo 932 oseb, na dan 1. januarja 2010 pa 935 oseb in je med vsemi priimki po pogostosti uporabe zavzemal 189. mesto.  

## Znani nosilci priimka
- Alojz Pogačar, slovenski diplomat pred 2. svet. vojno
- Andrej Pogačar Cevc (1919—2019), duhovnik, glasbenik in zborovodja v Čilu
- Andreja Pogačar Špenko, hortikulturnica (Volčji potok)
- Anton Pogačar, skladatelj, glasbeni pedagog (Kotor)
- Božidar Pogačar, socialno-zdavstveni delavec
- Drago Pogačar (1920-81?), baletni plesalec
- Dušan Pogačar, ornitolog
- Fran Pogačar (1886—1941?), brigadni general
- Franc Pogačar, baletni plesalec
- Ivan Pogačar (1908—1988), strojnik, prof. UM
- Janez Zlatoust Pogačar (1811—1884), ljubljanski škof
- Janez Pogačar (1941—1999), strokovnjak za živinorejo
- Janez Pogačar, podjetnik (Hyla)
- Janko Pogačar, skladatelj
- Jasna Pogačar (*1953), sodnica, ustavna sodnica
- Jože Pogačar, španski borec (smučarski skakalec?)
- Katja Pogačar, golfistka
- Leopold Pogačar, policist, veteran vojne za Slovenijo
- Marko Pogačar, sabljač
- Martin Pogačar, raziskovalec ZRC SAZU
- Metka Jagodic Pogačar, zborovodkinja
- Peter Pogačar, državni uradnik
- Roman Pogačar (*1959), športni padalec
- Tadej Pogačar (*1960), slikar, vizualni umetnik
- Tadej Pogačar (*1998), kolesar
- Tanja Pogačar, mladinska literarna zgodovinarka
- Timothy Pogačar (*1955), ameriško-slovenski literarni zgodovinar, urednik in prevajalec
- Tjaša Pogačar, slikarka, likovna kritičarka in teoretičarka
- Tjaša Pogačar (*1984), agrometeorologinja, klimatologinja
- Viki Pogačar (1924—1996), filmski snemalec, direktor fotogradije
- Vojko Pogačar (*1950), slikar, grafik in oblikovalec
- Bogdan Pogačar (*1977), amaterski športnik (cestni kolesar), profesionalni vojak